# Olivier Ducastel
Olivier Ducastel (* 23. února 1962, Lyon) je francouzský režisér a scenárista.

## Životopis
Ducastel vyrostl v Rouenu. V Paříži studoval film a divadlo. Žije a pracuje s Jacquem Martineau, s kterým se seznámil v roce 1995. Spolu napsali a režírovali filmy převážně s LGBT tematikou.

## Filmografie (výběr)
- 1988: Le Goût de plaire
- 1998: Jeanne a skvělý chlapík
- 2000: Félixova dobrodružství
- 2002: Můj skutečný život v Rouenu
- 2005: Crustacés et Coquillages
- 2008: Narozeni v 68
- 2010: L'Arbre et la Forêt
- 2016: Théo a Hugo
- 2019: Haut-Perchés

## Ocenění
- 2000: Teddy Award za film Félixova dobrodružství
- 2009: Cena Jeana Viga za L’Arbre et la Forêt
- 2016: Teddy Award – cena publika za film Théo a Hugo